# یاسمن شب‌گل
یاسمن شب‌گل (نام علمی: Nyctanthes arbor-tristis) نام یک گونه از تیره تیره زیتون است.